# Christof Thewes

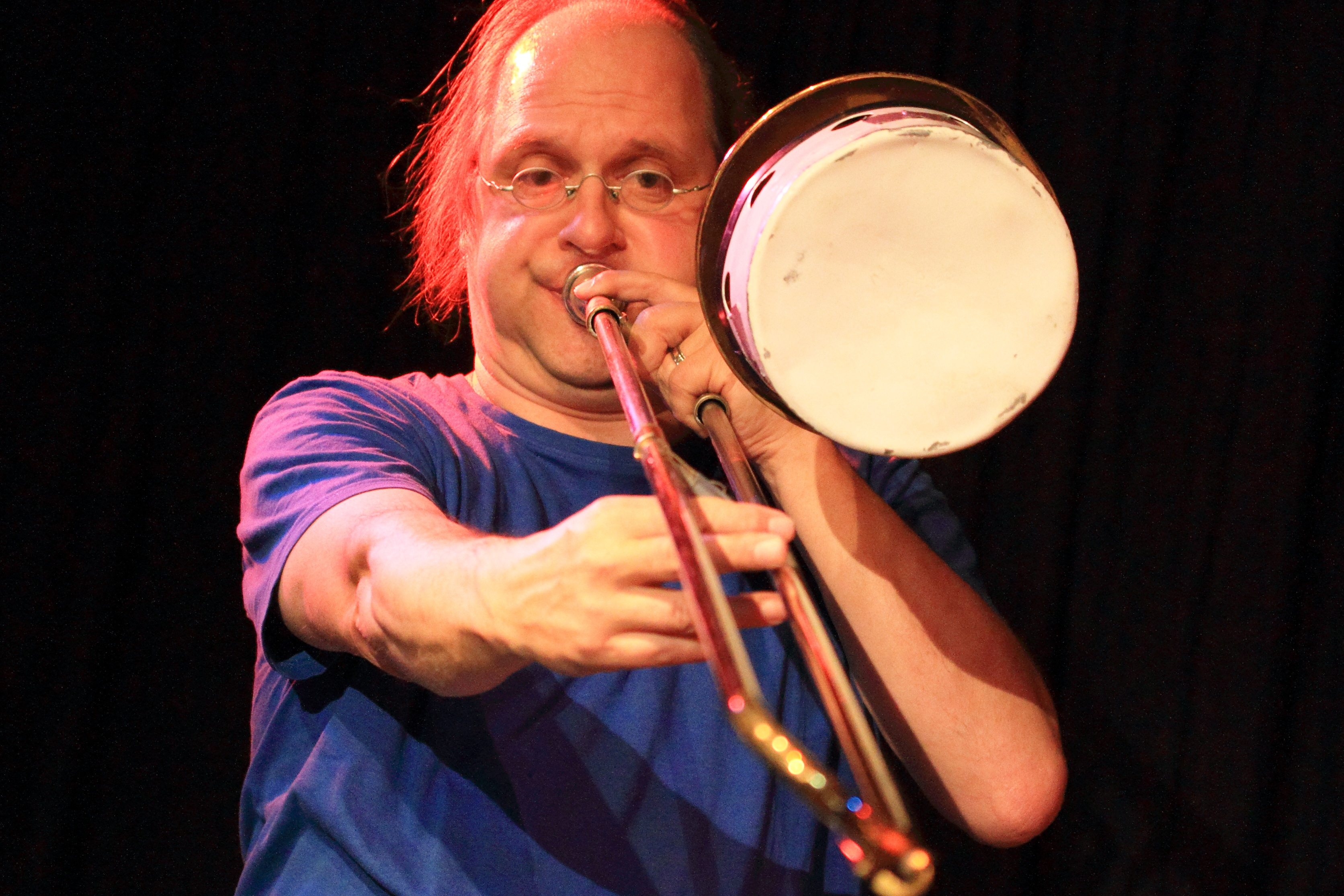
Christof Thewes (2015)

Christof Thewes (* 14. Januar 1964 in Quierschied) ist ein deutscher Komponist und Posaunist.

## Leben und Wirken

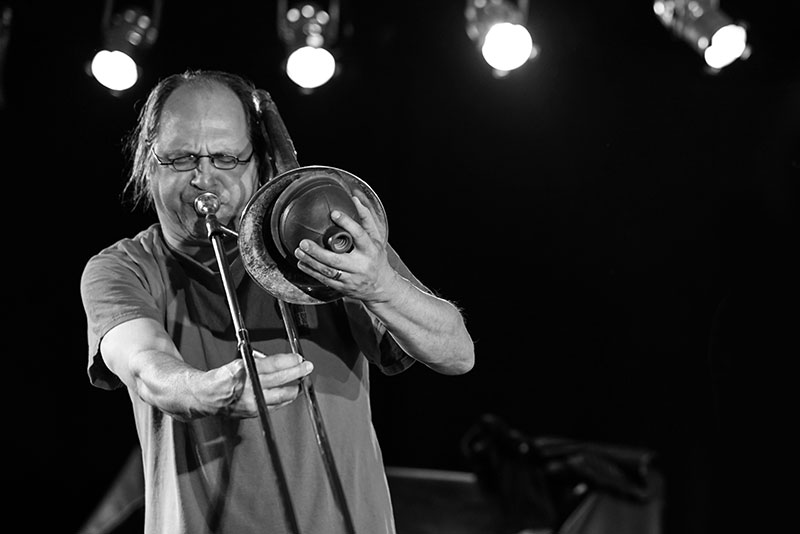
Christof Thewes im Jazzkeller 69, Berlin 2018

Thewes begann 1976 Posaune zu spielen und arbeitet seit 1988 als freischaffender Musiker. Er leitet zahlreiche Ensembles und Musikprojekte, die sich zwischen modernem Jazz, freier Improvisation und Neuer Musik bis hin zu experimentellem Rock, Funk und Popmusik bewegen.
Gemeinsam mit Martin Schmiddi Schmidt gründete er 1991 das Duo Undertone, das 2002 mit Hartmut Oßwald und Dirk-Peter Kölsch zum Quartett erweitert wurde. Er spielte unter anderem auf den Festivals Jazz d’Or Straßburg, EU-Festival Marciaque, Internationales Jazzfestival St. Ingbert und St. Wendel, Jazzfestival in den Ministergärten Berlin, Burgfest für Neue Musik Illingen, Jazzherbst Darmstadt, Hörspielfestival Erlangen, Jazzfestival Nancy und dem FreeJazzFestival Saarbrücken. Er leitet das Christof Thewes Quartet (mit Hartmut Oßwald, Ben Lehmann, Martial Frenzel), Undertone Project, das Duo Gulden / Thewes (mit Alfred Gulden), Quartetto Pazzo (mit Dirk-Peter Kölsch, Rudi Mahall und Henning Sieverts). Des Weiteren spielte er in der Bigband  The Ascension Factor, Yahoos, Phase IV sowie dem Globe Unity Orchestra. Im Projekt Lacy Pool (mit Uwe Oberg und Michael Griener) widmete er sich der Musik von Steve Lacy. Zeitweilig gehörte er zu der Berliner Formation Die Enttäuschung.
Thewes arbeitete als Sideman auch mit Musikern wie Wollie Kaiser, Jürgen Wuchner, Gabriele Hasler, Claudio Puntin, Roger Hanschel, Albert Mangelsdorff, Georg Ruby, Ralph Beerkircher, Frank Wingold, Dieter Manderscheid, Jörn Schipper, Gunter Hampel, der Neuen Dresdner Kammermusik, Wolf Biermann, Alexander von Schlippenbach wie dem Globe Unity Orchestra und vielen anderen Formationen und Musikern zusammen. Er ist seit 2017 mit Thomas Borgmann, Willi Kellers und Jan Roder im Quartett Ruf der Heimat zu hören, mit welchem er 2020 das Album Secrets veröffentlichte und in der Folge Konzerte auf verschiedenen Festivals spielte. Fernab der verschiedenen Bandprojekte wie Improvisationsformationen steht er auch solistisch auf der Bühne. 
2010 veröffentlichte Thewes das Solo-Album Trombonealone bei JazzHausMusik und war am Saarbrücker Resonanzen Festival 2020 als Solist Teil des Programms. Im selben Jahr war er als Teil der Band Hydropuls am ebenfalls virtuell umgesetzten Jazzfest Berlin beteiligt. 2017 spielte er mit Anette von Eichel im Duo die CD VoicesNoisesLungs’nTongues ein. Zu hören ist er auch auf Anna Kaluzas Album Jack (2024).
Thewes schreibt Auftragskompositionen für Rundfunk, Film und Kammerorchester. Für den Saarländischen Rundfunk komponierte er die Musik zu „Harte Zeiten für Väter“ und die Eröffnungsmusik für das „Altstadtfest Saarbrücken 1996“. 2022 komponierte er für das Kammerorchester Ricercare ein Werk für Orchester und zwei solistische Schlagzeuge, welches durch das Ensemble im Rahmen des Abschlusskonzertes der Sommermusik 2022 am Funkhaus Halberg uraufgeführt wurde.
Von 2000 bis 2011 arbeitete Thewes als Dozent im Aufbaustudiengang Jazz an der Hochschule für Musik Saar und war viele Jahre als Instrumentallehrer für Posaune tätig, sowohl Privat als auch als Dozent bei den Jazz-Workshops Trier, Merzig, Sulzbach, Saarbrücken und den Jazz Conceptions in Darmstadt.
Eine besonders dauerhafte Zusammenarbeit verfolgt Christof Thewes im Duo mit dem saarländischen Autoren, Sprecher und Filmemacher Alfred Gulden. Von November 2024 bis zum Februar 2025 widmeten sie ihrer gemeinsamen Arbeit die Ausstellung "A Memory Thing". In Kooperation mit dem Kulturverein Burbach Noten, Texte und Fotos, welche die erfolgreiche Arbeit illustrieren. Erweitert um einige Konzerte zogen sie eine erste Bilanz unter ihre seit 1997 andauernde künstlerische Arbeit, welche neben kammermusikalischen Werken auch Songs, Hörspiele, Filme und Kunstaktionen (Siebenschmerzen, Cattenom, Tote Strecken) umfasst.

## Preise und Auszeichnungen
1992 erhielt er, gemeinsam mit Alfred Gulden, den Medienpreis der Stadt Saarbrücken.
2007 wurde Thewes der Jazzpreis der Stadt Worms verliehen.

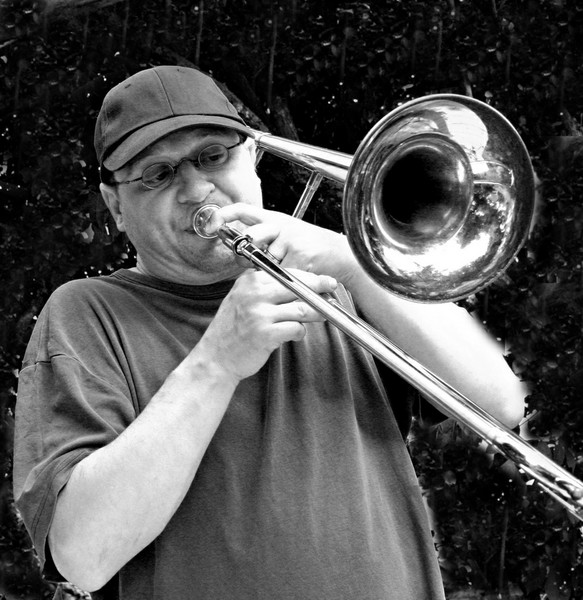
Christof Thewes 2006 auf dem Jazzfestival St. Ingbert

## Diskografie (Auswahl)
(Quelle: )
- Undertone Project – Open Circle, 1993
- Untertone Project – From the Dark Side, 1996
- Gutter Music, 1999
- Gulden/Thewes – Fall tot um, 2000
- Little Big Band – A Kind of Silly Walks, 2001
- Yahoos – Schwarzes Album, 2002 (mit Joker Nies, Thomas Honecker, Jörg Fischer)
- Thewes/Mahall – Quartetto Pazzo, 2003
- Gulden/Thewes Little Big Band – Greyhound, 2004
- Undertone Project – Lost Brain, 2005
- Undertone Project – Modest Mussorgsky – Bilder einer Ausstellung, 2006[12]
- Quartetto Pazzo – Melancholera, 2007
- Christof Thewes Quintett – Plays the Music of Charles Mingus, 2007
- Ensemble HKS – Nervous Meditation, 2008
- Griener/Roder/Thewes – Squakk, 2008
- Ulrich Gumpert Workshop Band – Suites, 2008
- Christof Thewes, Trombonealone  2010
- Verschiedene Ensembles, Vorzeitiges Requiem, 2011
- Griener, Mahall, Roder, Thewes: Squakk – Willisau & Berlin, 2014
- Christof Thewes Quartet – SurRealBook, A – Swing to Punk, 2016
- Christof Thewes' Undertone Project – Live at Spielraum Vol. 2+3, 2016
- Christof Thewes + Anette von Eichel, Music for voice and trombone - VoicesNoisesLungs’n’Tongues, 2016
- Die Enttäuschung – Lavaman, 2017
- Christof Thewes Quartet – SurRealBook B+C – Swing to Punk, 2018
- Griener-Roder-Thewes, Roadside Picknick, 2018
- Modern Chamber Trio + Gulden/Thewes, Nächtens, 2019
- Ruf der Heimat (mit Thomas Borgmann, Jan Roder, Willi Kellers), Secrets, 2020
- Christof Thewes Quartet – SurRealBook D,E,F – Swing to Punk, 2020
- Grid Mesh (mit Frank Paul Schubert, Willi Kellers, Andreas Willers), Four, 2021
- Phase Vier/nach Texten von Alfred Gulden, Silvertowers I, 2021
- Christof Thewes Quartet, SurRealBook G - Swing to Punk, 2021
- Gulden/Thewes, Tote Strecken [digital veröffentlicht bei Bandcamp], 2022[13][14][15][16]
- Thewes-Oberg-Roder, Al-Dschabr Part I-IV, 2022
- Gulden/Thewes, Schwarzbachbett, 2023
- AAR-Trio, Schwarz + Weiß, 2023
- Quartetto Pazzo, Thewes - Mahall - Frenzel, 2+3 = 4, 2023
- Phase Vier, Silvertowers II, 2024
- Christof Thewes Quartet – SurRealBook H – Swing to Punk, 2024